# Remords

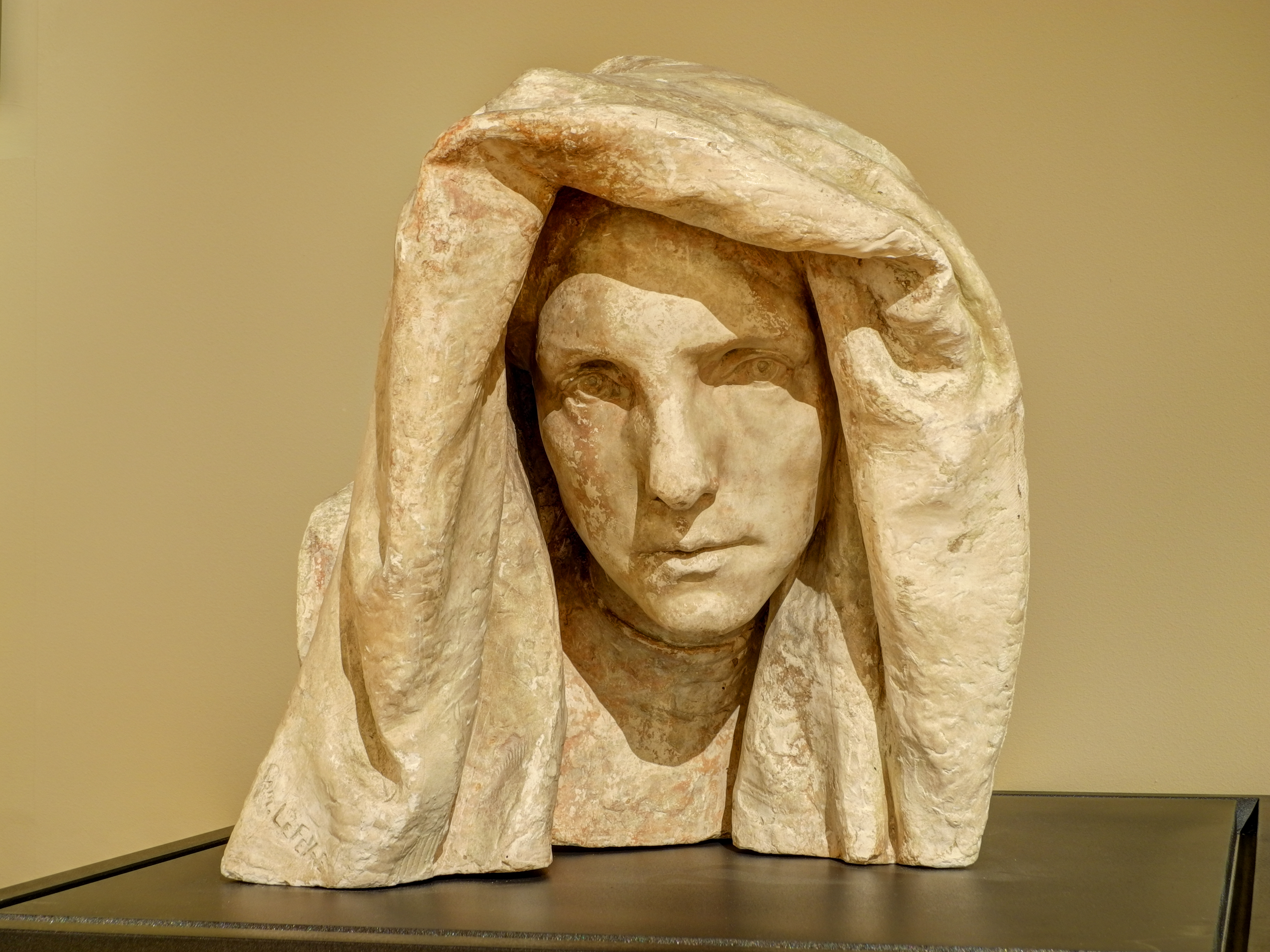
Le Remords par Camille Lefèvre, tête en plâtre, premier tiers du XX (Musée des beaux-arts de Belfort)

Le remords est un sentiment douloureux ressenti par un individu après avoir commis un acte qui a conduit à être honteux, blessant ou violent. Le remords est très proche de la culpabilité et d’un auto-ressentiment. Lorsqu’une personne regrette un geste ou de la manière dont elle a agi, cela peut être à cause du remords ou en réponse à de nombreuses autres conséquences, incluant la punition ou l’omission.

## En théologie
L'existence du remords est développée dans la théologie chrétienne, à travers le concept de syndérèse, qui développe les conséquences des remords sur la capacité de l'homme de reconnaître le bien.